# G&G (落語)
G&G（じーあんどじー）は、新作落語の演目の一つ。小佐田定雄作。
3代目桂雀三郎が演じている。

## あらすじ
グレーの服に身を固めた典型的な年寄りの森が、同じく年寄りながら街中のブリッジの上で若い女の子をナンパしていた鹿田に出会う。こちらは髪にはメッシュ、ド派手な色の服に光り物のアクセサリーとおよそ年寄りらしくない出で立ち。聞き出してみると、鹿田はビジュアル系老人ロックバンド「G&G」のメンバー。鹿田は森の余りに年寄りくさい言動が気にかかり、森をG&Gの練習に誘うことに。
練習ではG&Gの持ち歌を森に披露。バンドの決めゼリフ「ファイヤー!」が決まらないものばかりだったが、最後に出した宇宙戦艦ヤマトの替え歌が「〽阿倍野斎場（大阪市立葬祭場「やすらぎ天空館」） 焼〜き〜場〜」で締まり、ようやく決めゼリフに。
サゲは「よかったらご一緒に…（右手でガッツポーズを決めて）ファイヤー!」。

## 解説
登場人物の森および鹿田は、雀三郎および4代目林家染語楼の本名から。二人ともほぼ同時期に初孫が生まれ、おじいさんと呼ばれるようになったことが、ネタを作るきっかけとなった。
雀三郎がこのネタをかける場合、出囃子は「じんじろ」ではなく「ヨーデル食べ放題」となることが多い。
G&Gの持ち歌は、ヒット曲や童謡などを元にした老人ネタや死去ネタの替え歌。雀三郎が自分でギターを弾きながら歌う。ギターは高座に上がるときには持たず、持ち歌を披露するところで「私の楽器はどこかな...」のセリフとともに一旦高座を降り、袖からギターを受け取って高座に戻る。
上記の通り、サゲのセリフは客席参加型となっている。
雀三郎の大師匠3代目桂米朝のお気に入りのネタ。米朝一門会では大トリ前に雀三郎がこのネタを演じ、大トリの米朝がマクラで「私ももうすぐファイヤーになりますが...」と言うことがしばしばあった。

## CD
雀三郎の落語 その3 - 1999年3月13日収録、東芝EMI。本CDではリピート山中（まんぷくブラザーズ）がサイドギター・コーラスとして出演。